# Caryanda cachara
Caryanda cachara är en insektsart som först beskrevs av Kirby, W.F. 1914.  Caryanda cachara ingår i släktet Caryanda och familjen gräshoppor. Inga underarter finns listade i Catalogue of Life.